# Philodoria splendida
Philodoria splendida là một loài loài bướm thuộc họ Gracillariidae. Đây là loài đặc hữu của Kauai, Oahu, Molokai, Lanai và Hawaii.
Ấu trùng ăn các loài Metrosideros, bao gồm Metrosideros polymorpha. Chúng ăn lá cây nơi chúng sống.